# 苏联民航892号班机空难
苏联民航892号班机是自明斯克飞往东柏林的定期国际航班。1986年12月12日，当次航班因飞行员失误坠毁，机上82人中，72人遇难。

## 事故经过
由于天气情况恶劣，这家本应从明斯克飞往东柏林的飞机改为在布拉格降落。柏林的天气好转后，该机再从布拉格飞往柏林。当这架飞机到达柏林时，机场的天气情况只允许进行仪表着陆系统（ILS）着陆。机场管制员允许飞机在25L跑道着陆。但当飞机进入五边时，正在进行维修的25R跑道的跑道灯打开了。管制员用英语告知机组25R跑道的跑道灯在进行测试，但因为苏联民航飞行员英语普遍较差，无线电通讯员将他的话理解为“飞机可以在25R跑道着陆。于是飞行员断开自动驾驶，手动操纵飞机飞往25R跑道。此时，25R跑道和飞机的距离为2200米，25R跑道位于25L右侧480米处。地面管制发现了飞行员的错误，机组间的讨论使他们没有及时注意到空管的警告。当机组终于认识到他们的错误后，他们立刻改变航线并打开自动驾驶。但他们并没有增加引擎推力，飞机很快失速并坠毁于25L跑道3英尺外的一片树林里。飞机中泄漏出的燃油很快起火。救援人员发现12名幸存者，但有两人随后在医院不治身亡。